# Носач авиона Карл Винсон (CVN-70)
Носач авиона Карл Винсон (CVN-70) (engl. USS Carl Vinson (CVN-70)) је амерички носач авиона на нуклеарни погон класе Нимиц. Име је добио по конгресмену из Џорџије Карлу Винсону, који је 50 година био посланик у Представничком дому Сједињених Америчких Држава, а 29 година предсједник Одбора за морнарицу и Одбора за оружане снаге у Представничком дому. Кобилица је постављена 11. октобра 1975, а брод је испловио 15. марта 1980, уз присуство Карла Винсона, који је тако постао прва особа у историји Сједињених Америчких Држава која је присуствовала испловљавању брода који носи њено име. Брод је након серије тестова извршених од стране произвођача, бродоградилишта Newport News Shipbuilding, испоручен морнарици 26. фебруара 1982. Поринут је 13. марта 1982, а први капетан је био Ричард Мартин.